# Гера (регион)
Гера́ (фр. Guéra, араб. قيرا‎) — регион в Республике Чад. Административный центр — город Монго. Площадь — 62 000 км², население — 553 795 человек (2009 год).

## География
Регион Гера находится на юге центральной части страны. На севере граничит с регионом Батха, на востоке с регионами Сила и Саламат, на юге с регионом Среднее Шари, на западе с регионами Шари-Багирми и Хаджер-Ламис.
В природно-климатическом отношении регион Гера расположен в зоне Сахеля.

## Население
В Гере в основном проживают представители народности хаджера (67 % от общего числа жителей) и арабы Чада (22 %).

## Административное деление
В административном отношении Гера подразделяется на 4 департамента — Гера (состоит из 3 супрефектур: Мондо, Баро и Ниерги), Бар-Сигнака (3 супрефектур: Мельфи, Шингиль и Мокофи), Абтуюр (2 супрефектур: Биткине и Банг-Банг) и Мангальме (4 супрефектур: Мангальме, Эреф, Бичочи и Кука-Марние). Территория региона Гера соответствует существовавшей здесь ранее префектуре Гера.

## Населённые пункты
- Бальджие
- Банда-Маджа
- Барло
- Газира
- Тарро